# Alluvione del Piemonte del 1948
Un sabato, il 4 settembre 1948, la provincia di Asti e l'Albese, nella fattispecie una vasta zona del Monferrato e delle Langhe (e in maniera più lieve Chivasso e il Piemonte Orientale), furono pesantemente colpite da un violento evento alluvionale che causò in particolare l'esondazione dei torrenti Borbore, Belbo, Triversa, Tinella, Talloria, Cherasca e il fiume Tanaro causando inizialmente la morte di 16 persone.
Tra il 12 ed il 14 settembre, si abbatté sulla zona un altro nubifragio, che aggravò ulteriormente le condizioni dei centri colpiti, bloccando le prime opere di soccorso. I morti complessivamente furono 49 e 400 i senza tetto.